# Ågöl (Målilla socken, Småland)
Ågöl är en sjö i Hultsfreds kommun i Småland och ingår i Emåns huvudavrinningsområde.